# バスカード (富士急行)
バスカードは富士急行及びグループ内の路線バス事業者（フジエクスプレスは除く）で発売していた磁気式乗車カード（プリペイドカード）である。2008年8月14日、各社より同年9月30日限りの発売停止と2009年9月30日限りの利用停止が発表された。

## 概要
富士急行では、通常の回数券は11枚つづりで10枚分か、35枚つづりで30枚分の運賃によるものであったが、券種が70円～250円のものが10円刻みで存在したため、発売券種は38種類（このほかに昼間回数券もあった）にものぼり、管理上非常に煩雑であった。バスカードの導入によりこれを解消した上、乗り継ぎ割引などの設定によりバス利用者増を図ったものである。
従来の回数券と比較すると利便性が高いため、普及はかなり早かった。他社との共通化も検討されていたが、これはPASMOで実現することになった。
フジエクスプレスの全路線（ちぃばすを含む）、高速バスでは使用できない。
富士急湘南バスではバス共通カードも利用可能であるが、富士急行のバスカードとは割引率のみならず、残額パンチ位置も異なっている。異なる規格のバスカードが並行導入されている稀少な例として特筆される。

## 利用可能な事業者及びエリア
下記の事業者の一般路線全線で利用可能。ただし、富士登山バスにおいて、貸切車が使用された場合には使用できない。
- 富士急行（御殿場営業所、現・富士急モビリティ本社営業所）
- 富士急山梨バス（現・富士急バス）
- 富士急平和観光（現・富士急バス甲府営業所）
- 富士急静岡バス
- 富士急シティバス
- 富士急湘南バス（現・富士急モビリティ湘南営業所）

## 沿革
- 1997年10月1日 - 静岡県内の営業所及び富士急三島バス（当時）・富士急静岡バス全線に導入。
- 1998年10月1日 - 山梨県内の営業所及び富士急都留中央バス（当時）に導入。
- 2001年3月30日 - 松田営業所（当時）管内でバス共通カード導入。
- 2001年4月15日 - 松田営業所（当時）管内で導入。
当初はバス共通カード導入と同時に導入する予定であったが、3月30日に車内の告知で延期が発表された。
- 2002年3月31日 - 全ての回数券の販売を中止（ただしその後、ひまわりバス、芝川バス・宮バスなど、一部のコミュニティバスで発売）。
- 2008年9月30日 - 富士急バスカード販売終了。富士急湘南バス（当時）の「バス共通カード」販売・利用は継続
- 2008年10月1日 - 富士急バスカード無料払い戻し開始。
- 2009年9月30日 - 富士急バスカード利用終了。

## 種類
普通カード・昼間カード・学生カードの3種類が存在する。
普通カード
- 3000円(3300円分)割引率9.1%
- 5000円(5600円分)割引率10.7%
- 10000円(11600円分)割引率13.8%

昼間カード
9時 - 16時の降車で有効。
- 1000円(1100円分)割引率9.1%
- 3000円(3900円分)割引率23.1%
- 5000円(6550円分)割引率23.7%

1000円カードの割引率が低いように思われるが、乗り継ぎ割引が適用されるため、実質的な割引率はもう少し高くなる。
学生カード
購入には通学証明書が必要。
- 3000円(3900円分)割引率23.1%
- 6000円(7800円分)割引率23.1%
- 8000円(10650円分)割引率24.8%

### 登場当初の割引率
1997年の導入当初は、非常に高い割引率で話題となった。特に昼間カードについては、割引率が30%を超えていた。しかし1999年頃に割引率が引き下げられている。割引率引き下げの理由については不明。
普通バスカード
- 3000円(3450円分)割引率13%
- 5000円(5750円分)割引率13%
- 10000円(11800円分)割引率15.3%

昼間バスカード
- 1000円(1500円分)割引率33.3%
- 3000円(4500円分)割引率33.3%
- 5000円(8000円分)割引率37.5%

## 利用方法
- 乗車時にカードリーダーにカードを通し、降車時にカードリーダーにカードを通すと運賃が差し引かれる。
- 複数人または子供がいるときは、運転士に申告する必要がある。ただし、学生カードではこの扱いは出来ない。
- 乗車時にカード挿入を忘れた場合、始発からの運賃が差し引かれるが、乗り継ぎ割引は適用されない。ただし、乗務員に申し出ればテンキー入力によって処理可能で、乗り継ぎ割引も適用される。
- カード残額が足りなければ別のカードを用意するか、現金で精算することができる。ただし、複数種類のカード（例えば学生カードでの不足分を普通カードで行なう場合）での連続使用は出来ず、カードが有効であることを確認して乗務員がテンキー入力で処理する。

### 裏面印字機能
富士急湘南バス（当時）以外のエリアでは、降車時に以下のように印字される。
「0114A403-43*￥8560」
| 0114     | A        | 403  | - | 43         | *        | ￥8560 |
| -------- | -------- | ---- | - | ---------- | -------- | ------ |
| 乗車月日 | 上下区分 | 系統 |   | 降車停留所 | 割引有無 | 残額   |

- 乗車月日
- 上下区分…下り便が「A」、上り便が「B」。循環路線の場合は「B」となる。
- 系統…デジタル運賃表の指令番号。
- 降車停留所…出発地から何番目の停留所かが記される。
- 割引有無…乗り継ぎ割引が適用された場合は「*」、テンキーによる金額入力処理となった場合は「■」が印字される。
- 残額

### 乗り継ぎ割引
富士急湘南バス（当時）以外のエリアでは、指定のバス停で1時間以内に乗り継いだ場合、2台目のバスでは運賃から一律50円が割り引かれる。乗り継ぎ回数制限はない。単純な往復乗車でも適用される。
- 富士市…富士駅・富士駅南口・新富士駅・吉原中央駅・昭和通り・富士本町・中野・船津・東田子浦駅・吉原本町・吉原四丁目・富士銀座・穴が原入口
- 沼津市…沼津駅・沼津市立病院・東平沼・大諏訪・藤棚・東根古屋・原警察署前・江原公園・天神が尾
- 富士宮市…富士宮駅・西富士宮駅・白糸滝・十字街
- 裾野市…裾野駅・裾野二本松
- 三島市…三島駅
- 御殿場市…御殿場駅
- 富士吉田市…富士山駅
- 富士河口湖町…河口湖駅
- 都留市…都留市駅
- 大月市…大月駅・営業所
- 上野原市…本町三丁目

### 富士急湘南バスエリアでの利用
富士急湘南バス（当時）エリアではバス共通カードに合わせた運賃箱仕様になっているため、裏面印字機能がなく、乗り継ぎ割引指定停留所も存在しない。また、車内や回数券委託販売所ではバス共通カードのみの発売となっているため、富士急行のバスカードを購入する場合は直営窓口を利用する必要がある。